# 山鼻日の出公園
山鼻日の出公園（やまはなひのでこうえん）は、北海道札幌市中央区南29条西11丁目に所在する公園。
北海道警察南警察署の北隣にある、小さな街区公園である。

## 山鼻屯田兵の像
この地はかつての山鼻屯田兵村のはずれで、墓地が設けられていた場所である。墓地を平岸に移転する際には、先祖が一度永眠の地と定めた墳墓を動かすことに対して、かなりの異論が出たらしい。
そうした先人たちへの思いを込めて、1967年（昭和42年）に建てられたのが、山内壮夫による山鼻屯田兵の像である。
兵隊像は星の記章の軍帽をかぶり、襟なし五つボタンの軍服をまとって、脚絆をまいた足にはわらじを履いている。右足を前に出して大地に踏ん張り、手には鋤を持つ。そして顎を引き、胸を張って、どこか遠方を見つめている。山内の作品には抽象化したものが多いが、この兵隊像は堂々としたリアリズムを打ち出している。